# Phidippus princeps
Espèce
Synonymes
- Attus insolens Hentz, 1845
- Phidippus castrensis C. L. Koch, 1846
- Attus princeps Peckham & Peckham, 1883
- Phidippus pulcherrimus Keyserling, 1885
- Phidippus brunneus Emerton, 1891

Phidippus princeps est une espèce d'araignées aranéomorphes de la famille des Salticidae.

## Distribution
Cette espèce se rencontre au Canada en Saskatchewan, au Manitoba, en Ontario, au Québec et en Nouvelle-Écosse et aux États-Unis au Vermont, au New Hampshire, au Massachusetts, au Rhode Island, au Connecticut, dans l'État de New York, au New Jersey, en Pennsylvanie, au Maryland, en Virginie, en Virginie-Occidentale, en Ohio, au Michigan, en Indiana, en Illinois, au Wisconsin, au Minnesota, en Iowa, au Missouri, au Kansas, en Utah, en Oklahoma, au Texas, en Arkansas, en Louisiane, au Mississippi, en Alabama, au Tennessee, au Kentucky, en Caroline du Nord, en Caroline du Sud, en Géorgie et en Floride,,.

## Description

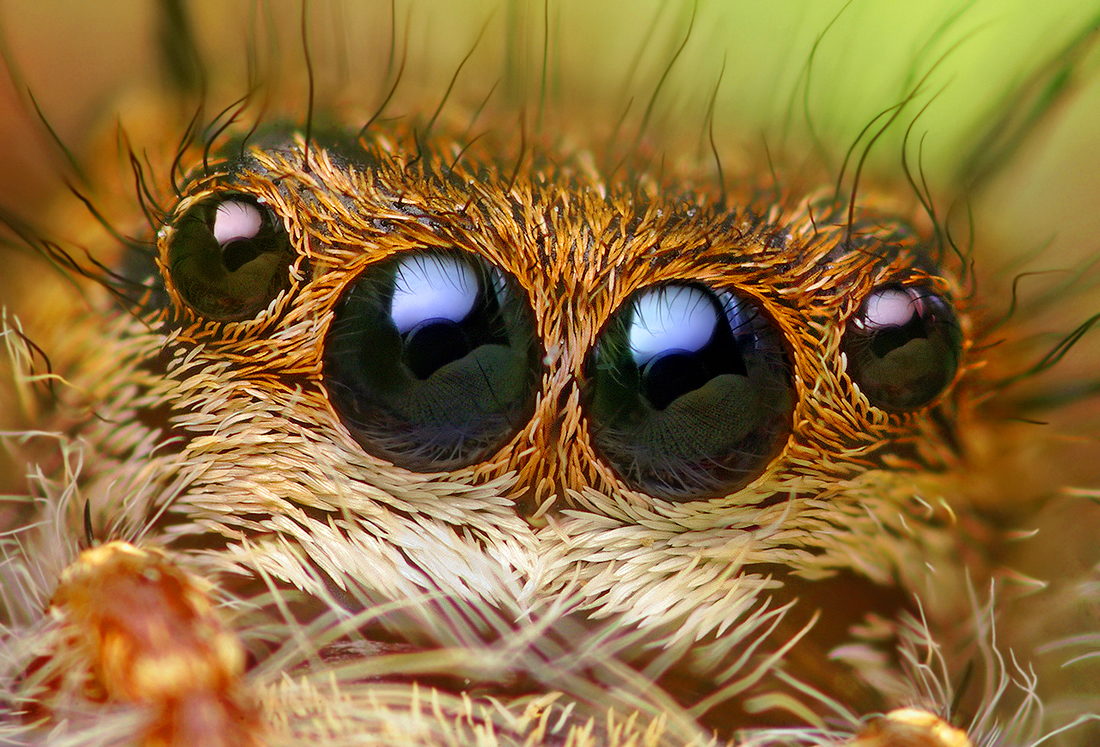
Les yeux

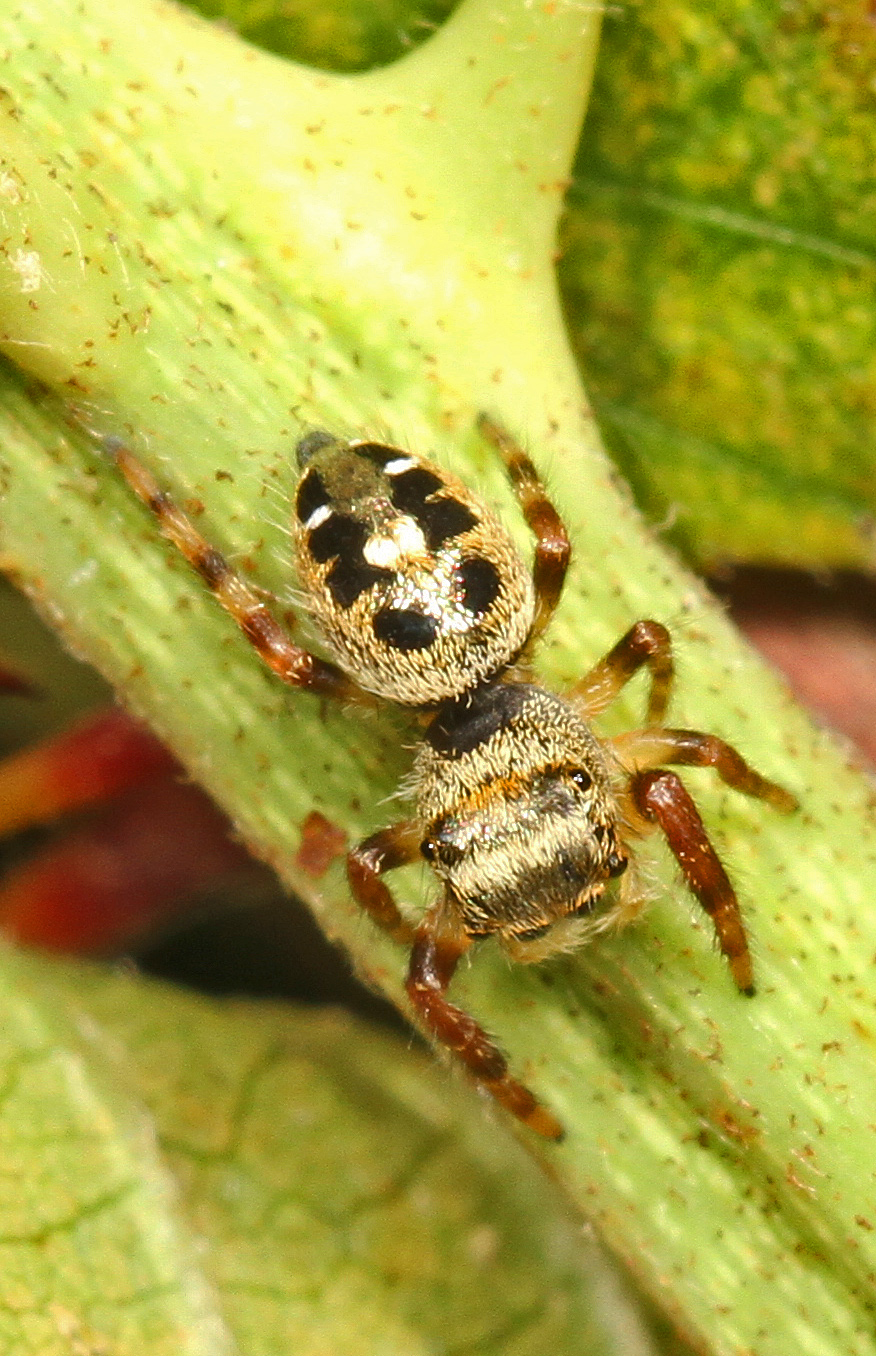
Phidippus princeps

Les mâles mesurent de 4,36 à 8,54 mm et les femelles de 6,00 à 11,46 mm.

## Liste des sous-espèces
Selon World Spider Catalog (version 19.5, 09/09/2018) :
- Phidippus princeps princeps (Peckham & Peckham, 1883)
- Phidippus princeps pulcherrimus Keyserling, 1885

## Publications originales
- Peckham & Peckham, 1883 : Descriptions of new or little known spiders of the family Attidae from various parts of the United States of North America. Milwaukee, p. 1-35 (texte intégral).
- Keyserling, 1885 : Neue Spinnen aus America. VI. Verhandlungen der kaiserlich-königlichen zoologisch-botanischen Gesellschaft in Wien, vol. 34, p. 489-534 (texte intégral).